# Quận Coryell, Texas
Quận Coryell (tiếng Anh: Cory County) là một quận trong tiểu bang Texas, Hoa Kỳ. Quận lỵ đóng ở thành phố Gatesville.

## Thông tin nhân khẩu
Theo điều tra dân số 2 năm 2000, đã có 74.978 người, 19.950 hộ gia đình, và 15.780 gia đình sống trong quận. Mật độ dân số là 71 người cho mỗi dặm vuông (28/km ²). Có 21.776 đơn vị nhà ở với mật độ trung bình là 21 cho mỗi dặm vuông (8/km ²). Cơ cấu dân tộc của quận gồm 65,28% người da trắng, 21,80% da đen hay Mỹ gốc Phi, 0,88% người Mỹ bản xứ, 1,75% người châu Á, 0,49% người đảo Thái Bình Dương, 6,26% từ các chủng tộc khác, và 3,54% từ hai hoặc nhiều chủng tộc. 12,57% dân số là người Hispanic hay Latino thuộc chủng tộc nào.
Có 19.950 hộ, trong đó 47,70% có trẻ em dưới 18 tuổi sống chung với họ, 64,80% là các cặp vợ chồng sống với nhau, 11,00% có chủ hộ là nữ không có mặt chồng, và 20,90% là không lập gia đình. 16,90% của tất cả các hộ gia đình đã được tạo thành từ các cá nhân và 5,50% có người sống một mình 65 tuổi trở lên đã được người. Bình quân mỗi hộ được 2,91 và cỡ gia đình trung bình là 3,27.
Trong quận, độ tuổi dân số với 26,20% ở độ tuổi dưới 18, 17,90% 18-24, 36,30% 25-44, 13,80% 45-64, và 5,70% người 65 tuổi trở lên. Tuổi trung bình là 28 năm. Cứ mỗi 100 nữ có 105,30 nam giới. Cứ mỗi 100 nữ 18 tuổi trở lên, đã có 106,20 nam giới.
Thu nhập trung bình cho một hộ gia đình trong quận đã được $ 35.999, và thu nhập trung bình cho một gia đình là $ 38,307. Phái nam có thu nhập trung bình là $ 24.236 so với 21.186 $ cho phái nữ. Thu nhập trên đầu cho các quận được $ 14,410. Giới 7,80% gia đình và 9,50% dân số sống dưới mức nghèo khổ, trong đó có 12,30% những người dưới 18 tuổi và 9,00% có độ tuổi từ 65 trở lên.